# Eksciton
Eksciton je vezano stanje elektrona in elektronske vrzeli, ki sta vezana zaradi Coulombove sile. Prištevamo ga med kvazidelce. Ekscitoni so električno nevtralni, nahajajo pa se v izolatorjih, polprevodnikih in nekaterih tekočinah.
Eksciton nastane takrat, ko foton vstopi v polprevodnik in povzroči, da elektron preskoči iz valenčnega pasu v prevodni pas. Vrzel, ki pri tem nastane se veže na elektron s Coulombovo silo. Eksciton ima manj energije kot nevezana elektron in vrzel. Eksciton je po zgradbi podoben vodikovemu atomu. Lahko se giblje po kristalni mreži in po njej prenaša energijo brez prenosa naboja.
Prvi je predvideval obstoj ekscitonov ruski (sovjetski) fizik Jakov Iljič Frenkel (1894 – 1952).
Eksciton lahko nastane kot povezava elektrona in vrzeli, ki sta na različnih medsebojnih razdaljah. Po velikosti razdalje med elektronom in vrzeljo ločimo dva tipa ekscitonov:
- Mott-Wannierov eksciton ima razdaljo med elektronom in vrzeljo, ki je mnogo večja od razdalj med atomi v kristalni mreži. Imenuje se po angleškem fiziku Nevillu Francisu Mottu (1905 – 1996) in švicarskem fiziku Gregoryju Hughu Wannierju (1911 – 1983). Energija vezave ekscitona je od 0,4 do 1,0 eV.
- Frenkelov eksciton pa kaže razdaljo med elektronom in vrzeljo, ki ima velikostni razred razdalj med atomi v kristalni mreži. Nastane v snoveh, ki imajo majhno dielektričnost. Eksciton se imenuje po Jakovu Iljiču Frenkelu. Energija vezave ekscitona je od 0,1 do 1,0 eV.

## Zunaje povezave
- Opis ekscitona Arhivirano 2010-10-16 na Wayback Machine. (angleško)